# Anolis mirus
Anolis mirus är en ödleart som beskrevs av  Williams 1963. Anolis mirus ingår i släktet anolisar, och familjen Polychrotidae. Inga underarter finns listade i Catalogue of Life.